# Awa (Tokushima)
Awa (jap. 阿波市 Awa-shi) ist eine kreisfreie Stadt (-shi) in der Präfektur Tokushima in Japan.

## Geschichte
Die Stadt Awa wurde am 1. April 2005 aus den ehemaligen Gemeinden Awa (阿波町, -chō) und Ichiba (市場町, -chō) des Landkreises Awa, sowie Donari (土成町, -chō) und Yoshino (吉野町, -chō) des Landkreises Itano gegründet.

## Verkehr
- Straße:
  - Tokushima-Autobahn
  - Nationalstraße 318

## Söhne und Töchter der Stadt
- Takeo Miki (1907–1988), 66. Premierminister Japans; damals noch in Yoshida, Donari

## Weblinks

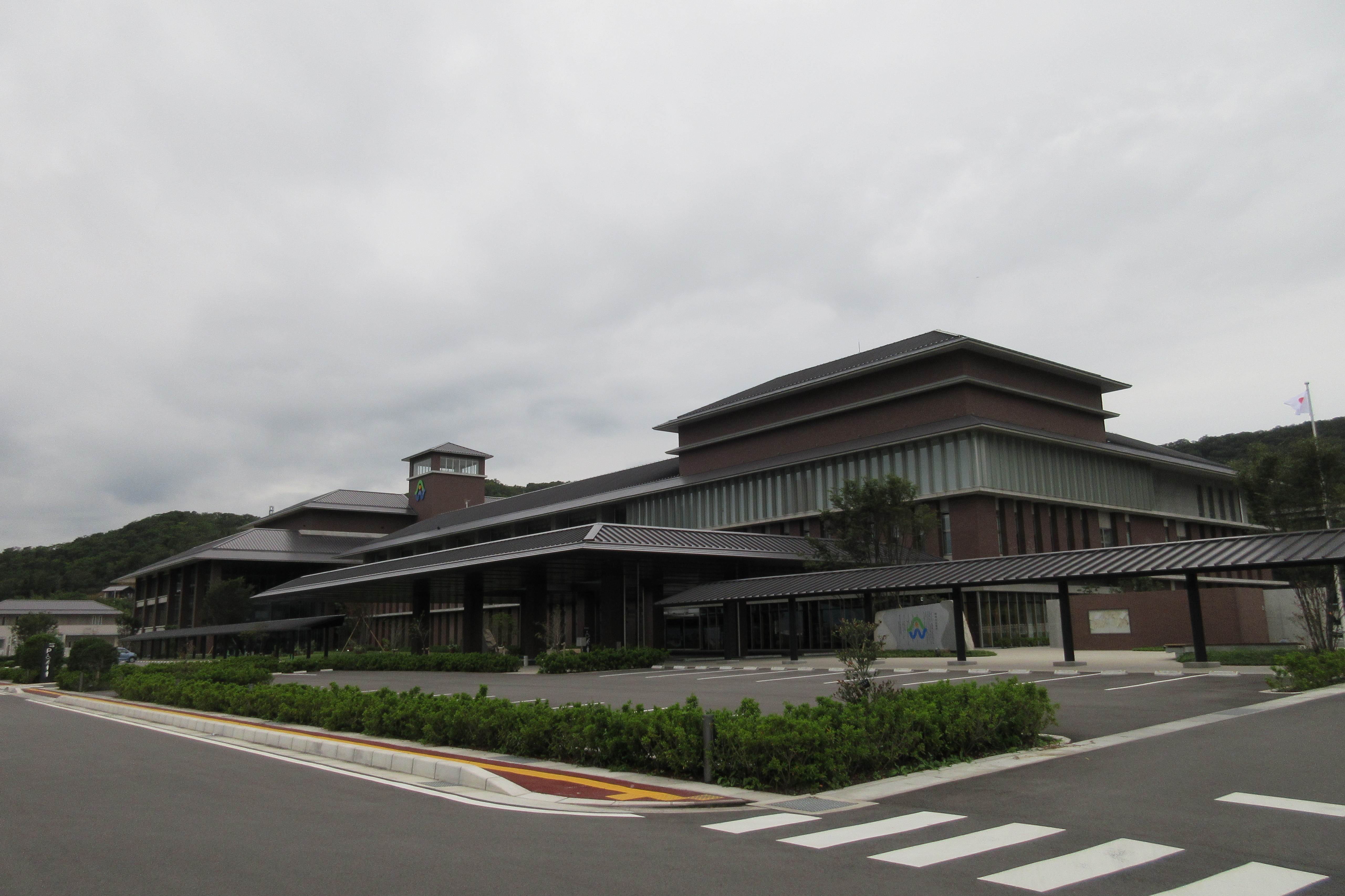
Rathaus von Awa

## Angrenzende Städte und Gemeinden
- Mima
- Yoshinogawa
- Sanuki
- Higashikagawa